# Storena
Genre
Storena est un genre d'araignées aranéomorphes de la famille des Zodariidae.

## Distribution
Les espèces de ce genre se rencontrent en Océanie, en Asie du Sud-Est et en Amérique du Sud.

## Liste des espèces
Selon World Spider Catalog (version 25.5, 06/02/2025) :
- Storena analis Simon, 1893
- Storena annulipes (L. Koch, 1867)
- Storena aspinosa Jocqué & Baehr, 1992
- Storena botenella Jocqué & Baehr, 1992
- Storena braccata (L. Koch, 1865)
- Storena canalensis Berland, 1924
- Storena caporiaccoi Brignoli, 1983
- Storena charlotte Jocqué & Baehr, 1992
- Storena cochleare Jocqué & Baehr, 1992
- Storena colossea Rainbow, 1920
- Storena cyanea Walckenaer, 1805
- Storena daviesae Jocqué & Baehr, 1992
- Storena deserticola Jocqué, 1991
- Storena digitulus Jocqué & Baehr, 1992
- Storena eximia Simon, 1908
- Storena flavipes (Urquhart, 1893)
- Storena flavopicta (Simon, 1876)
- Storena flexuosa (Thorell, 1895)
- Storena formosa Thorell, 1870
- Storena fungina Jocqué & Baehr, 1992
- Storena graeffei (L. Koch, 1866)
- Storena harveyi Jocqué & Baehr, 1995
- Storena ignava Jocqué & Baehr, 1992
- Storena inornata Rainbow, 1916
- Storena kraepelini Simon, 1905
- Storena lebruni Simon, 1886
- Storena lesserti Berland, 1938
- Storena longiducta Jocqué & Baehr, 1992
- Storena maculata O. Pickard-Cambridge, 1869
- Storena mainae Jocqué & Baehr, 1995
- Storena martini Jocqué & Baehr, 1992
- Storena mathematica Jocqué & Baehr, 1992
- Storena metallica Jocqué & Baehr, 1992
- Storena nana Jocqué & Baehr, 1992
- Storena nuga Jocqué & Baehr, 1992
- Storena parvicavum Jocqué & Baehr, 1992
- Storena parvula Berland, 1938
- Storena paucipunctata Jocqué & Baehr, 1992
- Storena procedens Jocqué & Baehr, 1992
- Storena rainbowi Berland, 1924
- Storena rastellata Strand, 1913
- Storena raveni Jocqué & Baehr, 1992
- Storena recta Jocqué & Baehr, 1992
- Storena recurvata Jocqué & Baehr, 1992
- Storena rotunda Jocqué & Baehr, 1992
- Storena rufescens Thorell, 1881
- Storena rugosa Simon, 1889
- Storena scita Jocqué & Baehr, 1992
- Storena silvicola Berland, 1924
- Storena sinuosa Jocqué & Baehr, 1992
- Storena tenera (Thorell, 1895)
- Storena tricolor Simon, 1908
- Storena variegata O. Pickard-Cambridge, 1869
- Storena zavattarii Caporiacco, 1941

## Systématique et taxinomie
Ce genre a été décrit par Walckenaer en 1805.

## Publication originale
- Walckenaer, 1805 : Tableau des aranéides ou caractères essentiels des tribus, genres, familles et races que renferme le genre Aranea de Linné, avec la désignation des espèces comprises dans chacune de ces divisions. Paris, p. 1-88.